# Одеський коледж мистецтв імені К. Ф. Данькевича
Одеський коледж мистецтв імені К. Ф. Данькевича — вищий навчальний заклад I рівня акредитації в Одесі, утворений в 1997 році шляхом злиття Одеського музичного училища та частково Одеського училища культури.

## Історія
Одеське музичне училище було відкрите 8 вересня 1897 при Одеському відділенні Імператорського російського музичного товариства . У 1900—1901 роках було побудоване власне приміщення. Директором був Д. Клімов. В 1908 році на зміну йому прийшов видатний музикант, композитор та диригент В.Малішевський. 
У 1913 році на базі училища була створена Одеська консерваторія. В 1924 - 1934 роках існував об'єднаний навчальний заклад Одеський музично-драматичний інститут (Одеська консерваторія + Одеський театральний технікум + Одеське музичне училище). В 1934 році в результаті реорганізації інститутуа були поновлені Одеська консерваторія, Одеське театральне училище та Одеський музичний технікум, пізніше перейменований в музичне училище. Керівником училища в ці роки була М. М. Базилевич, яка залишилась завідуючою навчальною частиною і в перші післявоєнні роки.
Під час німецько-радянської війни інвентар, інструментарій, бібліотека були знищені. 14 квітня 1944 року навчання було поновлене. Директорами в ці роки були: В. І. Чижський (з 25.05.1944), В. Г. Снібровський (з 1945), С. М. Капара (з 1948), А. Ф. Дановський (з 1951), А. І. Шумов (з 1952),  І. Р. Дьяченко (з 1963). Більше 30 років музичне училище очолював заслужений працівник культури України В.П.Богорода (з 1976). 
6 червня 1984 року постановою Ради міністрів УРСР № 279 училищу було присвоєне ім'я Костянтина Данькевича.
В 1997 році на базі  Одеського державного музичного училища імені К. Ф. Данькевича та частково  Одеського училища культури  було сформоване Одеське училище мистецтв та культури ім. К. Данькевича. В 2019 році  заклад отримав сучасну назву. При цьому з назви було вилучено «культуру», оскільки навчання за спеціальностями «народна художня творчість» і «бібліотечна справа» було припинено

## Випускники
За більш ніж 100-літню історію навчальний заклад підготував понад 12 тисяч спеціалістів практично з усіх галузей музичного мистецтва й культури. Багато випускників внесли вагомий внесок у розвиток вітчизняної культури, прославили українське мистецтво не тільки у нашій державі, а й далеко за її межами: П. Столярський,  М. Огренич, А. Бойко, Л. Ширіна, професори Одеської національної музичної академії імені А. В. Нежданової: кларнетист К. Мюльберг, музикознавці О.Ровенко й О.Сокол, хормейстер А.Авдієвський, співаки М.Свидюк, баяністи І.Єргієв і В.Мурза та багато лауреатів міжнародних конкурсів.